# Pungs-Drossel

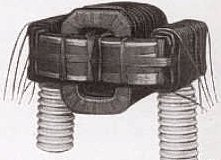
Pungs-Drossel

Die Pungs-Drossel ist eine Transduktor-Drossel zur Steuerung hochfrequenter Wechselströme. Sie wurde von Leo Pungs im Jahr 1913 bei seiner Arbeit für C. Lorenz entwickelt. Mit ihr gelang es erstmals, Funksender großer Leistung mit Sprache und Musik in befriedigender Qualität zu modulieren. Sie wurde  bei den frühen Langwellen-Sendern der 1920er Jahre zur Amplitudenmodulation verwendet, war aber auch zur Dämpfung und Stabilisierung von Verbindungen der drahtlosen Telegrafie im Einsatz. 
Bei den ersten Lichtbogensendern wurden zur Modulation eines Sendesignals mit Sprachschwingungen zunächst ein oder mehrere Mikrofone direkt in den Antennenkreis geschaltet. Mit den bei Steigerung der Sendeleistung immer größer werdenden Stromstärken, verbrannten und verklebten jedoch die Körner der damals üblichen Kohlegrießmikrofone an den Kontaktstellen. Das Mikrofon musste sich unmittelbar am Sender befinden und der Sprecher war ständig in Gefahr, sich an den vom Antennenstom durchflossenen Geräten den Mund oder die Nase zu verbrennen. Eine Lösung für diese Probleme entwickelte Leo Pungs bei C. Lorenz in Berlin, einer Stammfirma der späteren Standard Elektrik Lorenz AG. Er schaltete ein Spule mit Eisenkern in Serie zur Antenne. Der Widerstand der Induktivität änderte sich in Abhängigkeit von seiner Vormagnetisierung. Die Magnetisierung konnte dann durch ein Sprachsignal gesteuert werden. Dadurch ließ sich Sprache oder Musik einem Funksignal aufmodulieren.
Das zunächst als „Telefonie-Drossel“ bezeichnete, schon bald aber als Pungs-Drossel bekannte Bauteil, kam sowohl bei den ersten Rundfunkversuchssendungen der unternehmenseigenen Versuchsfunkstelle Eberswalde als auch beim Sender Königs Wusterhausen am Funkerberg zum Einsatz und ermöglichte die ersten Sender, mit denen ab Oktober 1923 in Deutschland der Unterhaltungsrundfunk begann.
Seit 1902 war durch die Arbeiten von Reginald Fessenden schon bekannt, dass sich der scheinbare Wechselwiderstand einer Spule mit Eisenkern ändert, wenn dieser Eisenkern durch Gleichstrom magnetisiert wird. Der Gedanke wurde 1913 auch durch Ludwig Kühn bei der Firma Dr. E.F. Huth wieder aufgegriffen. Der Ausbau zum Steuerverfahren für Radiotelegrafie und -telefonie gelang jedoch erst durch die Arbeiten von Leo Pungs und Felix Gerth. Gerth war ab 1914 im Sendelabor der C. Lorenz beschäftigt und übernahm 1927 die Leitung als Nachfolger von Leo Pungs. Die Drossel soll sich nach ihrem Einsatz bei den Lichtbogensendern auch zur Verwendung bei Maschinensendern und sogar für Röhrensender mit wesentlich kürzeren Wellenlängen bis einige hundert Meter als brauchbar erwiesen haben.